# Xã Allis, Michigan
Xã Allis (tiếng Anh: Allis Township) là một xã thuộc quận Presque Isle, tiểu bang Michigan, Hoa Kỳ. Năm 2010, dân số của xã này là 948 người.